# Coroide

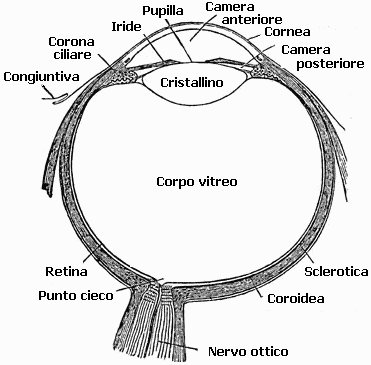
Spaccato dell'occhio umano in cui si evidenzia la coroide compresa fra retina e sclera

La coroide o corioide è una lamina del bulbo oculare che, insieme con l'iride e il corpo ciliare, forma la tonaca vascolare dell'occhio o ùvea. Di color ruggine scuro per via dell'estrema ricchezza di vasi sanguigni, ha uno spessore di circa 300 µm e la forma di due terzi di sfera cava.

## Disposizione e rapporti
È lo strato medio dell'occhio, una membrana sottile situata tra la sclera e la retina, che va dall'ingresso del nervo ottico all'ora serrata della retina.
È adesa alla sclera tramite la lamina sovracoroidea.

## Vascolarizzazione e innervazione
L'irrorazione è deputata alle arterie ciliari posteriori lunghe mediale e laterale che decorrono nella lamina sovracoroidea e che, dopo aver formato il piccolo cerchio arterioso dell'iride si distribuisce alla lamina vascolare. Il sangue refluo viene raccolto nelle vene vorticose tributarie della vena oftalmica.
Il drenaggio linfatico si costituisce in spazi perivascolari, che comunicano con gli spazi delle meningi encefaliche dove poi la linfa si riversa.
L'innervazione è deputata a rami dei nervi ciliari, che terminano nella parete dei vasi.

## Struttura
La coroide è formata da tre strati:
- lamina sovracoroidea con la quale è unita alla sclera;
- lamina vascolare formata dalle ramificazioni dei vasi coroidei;
- lamina coriocapillare, una rete vascolare deputata alla vascolarizzazione degli strati più superficiali della retina.

La corona ciliare è formata da un ispessimento della coroide. Essa assomiglia a un collare tra la parte di coroide propriamente detta e l'iride.

## Derivazione embriologica
La coroide origina in comunione con la sclera, dal mesenchima del calice ottico. Dei due strati che si formano, la coroide si sviluppa da quello più profondo. Durante la XV settimana si formano i primi vasi sanguigni coroidei e alla XXIII le arterie e le vene sono distinguibili facilmente.

## Funzione
È ricca di vasi sanguigni che danno nutrimento al tessuto retinico e permette l'assorbimento della luce evitando la riflessione sulla retina.